# East Keal
East Keal est une paroisse civile et un village du Lincolnshire, en Angleterre.